# The Ultimate Fighter 24 Finale
The Ultimate Fighter 24 Finale（ジ・アルティメット・ファイター・トゥエンティフォー・フィナーレ、別名The Ultimate Fighter: Tournament of Champions Finale）は、アメリカ合衆国の総合格闘技団体「UFC」の大会の一つ。本大会はリアリティ番組「The Ultimate Fighter」シーズン24のフィナーレとして、2016年12月3日、ネバダ州ラスベガスのザ・パールで開催された。

## 大会概要
本大会ではメインイベントで、UFC世界フライ級王者デメトリアス・ジョンソンとThe Ultimate Fighter 24優勝者ティム・エリオットとのタイトルマッチが行われ、ジョンソンが王座防衛に成功した。コーチ対決のジョセフ・ベナビデス対ヘンリー・セフードも行われた。

## 試合結果

### アーリープレリム
第1試合 ライトヘビー級 5分3R
○  デビン・クラーク vs.  ジョシュ・スタンズベリー ×
3R終了 判定3-0（30-27、30-27、29-28）
第2試合 ミドル級 5分3R
○  アンソニー・スミス vs.  エルビス・ムタプシッチ ×
2R 3:27 TKO（パウンド＆肘打ち）

### プレリミナリーカード
第3試合 女子ストロー級 5分3R
○  ジェイミー・モイル vs.  ケイリン・カラン ×
3R終了 判定3-0（30-27、30-27、30-27）
第4試合 ライト級 5分3R
○  "マエストロ"・キム・ドンヒョン vs.  ブレンダン・オライリー ×
3R終了 判定3-0（29-28、29-28、29-28）
第5試合 バンタム級 5分3R
○  ロブ・フォント vs.  マット・シュネル ×
1R  3:47 TKO（膝蹴り→パウンド）
第6試合 フェザー級 5分3R
○  ライアン・ホール vs.  グレイ・メイナード ×
3R終了 判定3-0（30-27、30-27、29-28）

### メインカード
第7試合 フライ級 5分3R
○  ブランドン・モレノ vs.  ライアン・ベノーイ ×
3R終了 判定2-1（28-29、29-28、29-28）
第8試合 女子バンタム級 5分3R
○  サラ・マクマン vs.  アレクシス・デイビス ×
2R 2:52 肩固め
第9試合 ライトヘビー級 5分3R
○  ジャレッド・キャノニア vs.  イオン・クテラバ ×
3R終了 判定3-0（29-28、29-28、29-28）
第10試合 ウェルター級 5分3R
○  ホルヘ・マスヴィダル vs.  ジェイク・エレンバーガー ×
1R 4:05 TKO（パウンド）
第11試合 フライ級 5分3R
○  ジョセフ・ベナビデス vs.  ヘンリー・セフード ×
3R終了 判定2-1（27-29、30-26、29-27）
第12試合 UFC世界フライ級タイトルマッチ 5分5R
○  デメトリアス・ジョンソン vs.  ティム・エリオット ×
5R終了 判定3-0（49-46、49-46、49-45）
※ジョンソンが9度目の防衛に成功。

### 各賞
ファイト・オブ・ザ・ナイト： ジャレッド・キャノニア vs. イオン・クテラバ
パフォーマンス・オブ・ザ・ナイト： サラ・マクマン、アンソニー・スミス
各選手にはボーナスとして5万ドルが授与された。

### カード変更
負傷などによるカードの変更は以下の通り。